# Истоминское сельское поселение
Исто́минское се́льское поселе́ние — муниципальное образование в Аксайском районе Ростовской области. 
Административный центр поселения — посёлок Дорожный.

## География
Истоминское сельское поселение находится на юге Аксайского района Ростовской области. В своей северной части оно граничит с Ольгинским сельским поселением Аксайского района, на юге граничит с Кагальницким муниципальным районом, на западе —  с Ленинским сельским поселением Аксайского района, на востоке — с Кагальницким муниципальным районом и Верхнеподпольненским сельским поселением Аксайского района.
Истоминское сельское поселение находится в 45 км от областного административного центра — города Ростова-на-Дону, от города Батайска — 25 км, от районного центра города Аксая — 25 км.
Общая площадь муниципального образования составляет 126,89 кв. км, сельскохозяйственные угодья имеют площадь 7189 га, включая 5436 га пашни, площадь многолетних насаждений  —  198 га. В поселении проживает 4980 человек, плотность составляет 33 человека на 1 кв. км. Здесь живут представители около 36 национальностей. Экономический комплекс селения состоит из сельскохозяйственных предприятий и предприятий малого бизнеса.

## История
Почвенные ресурсы являются основным богатством Истоминского сельского поселения. Черноземы в структуре местной почвы составляют около 65 %. Более 60% валовой продукции сельского хозяйства приходится на растениеводство. В растениеводстве основным в районе является зерновое хозяйство. Под выращивание зерновых культур здесь занято около половины посевных площадей. Основной зерновой культурой является озимая пшеница, ведущей технической культурой является подсолнечник. Садоводство и овощеводство здесь поставлено на промышленную основу. Животноводство специализируется на птицеводстве. Производимая сельскохозяйственная продукция реализуется, как в самом селении, так и в других местах.
В Истоминском сельское поселение функционируют 8 сельскохозяйственных предприятий: ЗАО «Аксайская птицефабрика», ООО СХП «Зерновой», ООО «Ольгинское», ООО «Аксай СХП, ООО «НПФ Донской питомник», ООО «Квадро», КФК «Дионис», ООО «Аксайская земля».
Важную роль в структуре экономики поселения занимает малое предпринимательство. Оно производит необходимые товары и услуги, обеспечивает занятость населения, занимается торговлей.  Количество малых предприятий постоянно увеличивается. В поселении функционирует более 150 малых предприятий. Основными видами их работы является выращивание овощей, торгово-закупочная и перерабатывающая деятельность. На территории муниципального образования предприниматели открыли магазины, обеспечивающие население продуктами питания и промышленными товарами.

## Административное устройство
В состав Истоминского сельского поселения входят:
- хутор Островского (1271 чел.),
- посёлок Дивный (1185 чел.),
- посёлок Дорожный (1055 чел.),
- хутор Истомино (615 чел.).

## Население
| 2010  | 2012  | 2013  | 2014  | 2015  | 2016  | 2017  |
| ----- | ----- | ----- | ----- | ----- | ----- | ----- |
| 5004  | ↘4967 | ↘4966 | ↘4957 | ↗5011 | ↗5063 | ↗5134 |
| 2018  | 2019  | 2020  | 2021  |       |       |       |
| ↗5178 | ↗5196 | ↗5291 | ↗5302 |       |       |       |